# Velesta
Velesta (macedónul: Велешта, albánul Veleshta) település Észak-Macedóniában, a Délnyugati körzetben, Sztruga községben.

## Népesség
| Lakosok száma | 2014 | 2304 | 2730 | 3355 | 4265 | 48   | 5034 | 5834 | 3378 |
|               | 1948 | 1953 | 1961 | 1971 | 1981 | 1991 | 1994 | 2002 | 2021 |

2002-ben 5834 lakosa volt, akik közül 5758 albán, 1 cigány, 1 macedón és 74 más nemzetiségű.